# Филдс Ландинг (Калифорнија)
Филдс Ландинг (енгл. Fields Landing) насељено је место без административног статуса у америчкој савезној држави Калифорнија.

## Демографија
По попису из 2010. године број становника је 276.
| Група             | 2000.    | 2010.       |
| Белци             | 0 (0,0%) | 200 (72,5%) |
| Афроамериканци    | 0 (0,0%) | 6 (2,2%)    |
| Азијати           | 0 (0,0%) | 21 (7,6%)   |
| Хиспаноамериканци | 0 (0,0%) | 18 (6,5%)   |
| Укупно            | 0        | 276         |